# Foreste miste caucasiche
Le foreste miste caucasiche sono un'ecoregione dell'ecozona paleartica, definita dal WWF (codice ecoregione: PA0408), che occupa la catena del Caucaso.
L'ecoregione fa parte dell'ecoregione globale denominata Foreste temperate del Caucaso, dell'Anatolia, dell'Hyrcanian, inclusa nella lista Global 200.

## Territorio
L'ecoregione è situata nel punto dove convergono flora e fauna di almeno tre province biogeografiche diverse - Europa centrale/settentrionale, Asia centrale e Medio Oriente/Nordafrica. Il clima è temperato, ma varia a seconda dell'altitudine, che oscilla tra il livello del mare e i 5642 m (Monte Elbrus, la vetta più alta d'Europa), e delle regioni: la temperatura dell'aria diminuisce in media di 0,65 °C ogni 100 m di altitudine, e le precipitazioni annue variano tra i 1500-2000 (a volte anche fino a 4500) mm nel settore occidentale della catena (quello colchico) e i 600–1000 mm nelle zone più aride dei settori orientali e meridionali. Le foreste miste temperate si concentrano a medie altitudini (tra i 400 e i 2200 m) e ricoprono circa il 70% della superficie dell'ecoregione.

## Flora

Faggi orientali nel parco nazionale di Lagodekhi, Georgia orientale.

Le foreste sono costituite prevalentemente (circa l'85%) da alberi di latifoglie, con prevalenza di roveri (Quercus petraea) e carpini (Carpinus betulus), fino a 1000–1200 m, castagni europei (Castanea sativa), nelle zone umide del settore occidentale (500–1000 m), faggi orientali (Fagus orientalis), tra 1000 e 1500 (talvolta 1800) m, che nelle regioni più secche sono rimpiazzati dalla quercia orientale (Quercus macranthera). La linea degli alberi (situata, a seconda delle regioni, tra i 1800 e i 2600 m) è formata da foreste ammantate di muschi di varie specie di betulla (Betula litwinowii, B. raddeana, ecc.) nelle zone umide e da boscaglie di querce orientali e pini silvestri (Pinus sylvestris) in quelle più secche. Le foreste di conifere sono costituite soprattutto da abeti (Abies nordmanniana; 1500–1800 m), pecci (Picea orientalis; 1200–2000 m) e pini silvestri (800–1000 m). Gli ecosistemi erbosi si incontrano tra la linea degli alberi e la zona coperta da nevi e ghiacciai e sono costituiti da una vegetazione di erba e piante erbacee (1800–2200 m), prati subalpini (1800–2500 m) e alpini (2500–3000 m), alla quale si alternano boschetti di Rhododendron caucasicum (2000–2800 m) e altre piante. Tra i 3000 e i 4000 m, è presente una vegetazione di tipo sub-nivale che alligna sulle rocce o nei ghiaioni.
Grazie alla sua storia evolutiva, quella delle foreste miste del Caucaso è un'ecoregione unica. Le otto ecoregioni con cui essa confina differiscono significativamente da essa sia per quanto riguarda le condizioni climatiche che le specie che vi si trovano. Infatti essa coincide in parte con il cosiddetto «rifugio floristico della flora cenozoica della Colchide» (comprendente le terre che cingono ad est il mar Nero). Questo è il più importante rifugio di flora forestale relitta del Paleartico occidentale. È l'unico luogo di questa parte del mondo in cui foreste decidue temperato-calde sono presenti ininterrottamente dal Cenozoico. Ancora oggi, molte forme relitte compaiono come specie dominanti o codominanti in un certo numero di comunità di piante; tra esse ricordiamo due specie di querce (Quercus hartwissiana, Q. pontica), la zelkova (Zelkova carpinifolia), due specie di betulla (Betula medwediewii, B. megrelica), vari rododendri (Rhododendron ponticum, R. ungernii, R. smirnowii, ecc), il lauroceraso (Prunus laurocerasus), il leccio della Colchide (Ilex colchica), ecc.
Grazie ad alcuni fattori biogeografici, come l'influenza di province biogeografiche diverse, l'ecoregione presenta un tasso molto elevato di speciazione, nonché uno dei livelli di endemismi maggiori della fascia temperata: endemico è il 23% delle piante vascolari e il 10% dei vertebrati della regione. Elevato è anche il numero complessivo delle specie: qui vivono circa 5000 piante vascolari, 7000 piante inferiori e 700 vertebrati.

## Fauna
La ricchezza faunistica è elevata; tra i mammiferi caratteristici vi sono la capra del Caucaso orientale (Capra cylindricornis), la capra del Caucaso occidentale (Capra caucasica), entrambi endemici della catena del Gran Caucaso, il maral o cervo del Caucaso (Cervus elaphus maral), la capra selvatica (Capra aegagrus), l'urial (Ovis orientalis gmelini), l'orso bruno (Ursus arctos), il lupo (Canis lupus), la lince euroasiatica (Lynx lynx), la lontra (Lutra lutra) e il leopardo persiano (Panthera pardus saxicolor), in pericolo di estinzione.
In questa ecoregione vivono numerose specie di uccelli, tra cui alcune in pericolo di estinzione, come l'aquila reale (Aquila chrysaetos) e il gipeto (Gypaetus barbatus), o dall'areale limitato, come il fagiano di monte del Caucaso (Lyrurus mlokosiewiczi) e il tetraogallo del Caucaso (Tetraogallus caucasicus). Tra le altre specie caratteristiche ricordiamo il ciuffolotto roseo maggiore (Carpodacus rubicilla), il codirosso di Guldenstadt (Phoenicurus erythrogastrus), la canapiglia (Anas strepera), il cigno selvatico (Cygnus cygnus), il moriglione (Aythya ferina), la moretta grigia (A. marila), il quattrocchi (Bucephala clangula) e il pellicano riccio (Pelecanus crispus).
Tra i rettili e gli anfibi figurano specie endemiche dall'areale limitato, come la salamandra del Caucaso (Mertensiella caucasica), la vipera del Caucaso (Vipera kaznakovi) e il pelodite del Caucaso (Pelodytes caucasicus).

## Conservazione
In seguito allo sviluppo delle aree urbane e rurali, la maggior parte delle foreste di pianura è stata convertita in terreni agricoli o insediamenti umani. Circa il 5% dell'ecoregione è protetto. Tra le principali aree protette vi sono i parchi nazionali di Borjomi-Kharagauli, Lagodekhi e di Tusheti in Georgia, la riserva naturale del Caucaso in Russia e la riserva di Zakatala in Azerbaigian. Le lacune esistenti tra le varie riserve, tuttavia, non sono state ancora prese in considerazione. Circa il 35% delle foreste di montagna è tuttora allo stato primigenio, ma gli attuali tentativi di sviluppare un'industria commerciale del legname nella regione, assieme alle crisi socio-economiche, che incrementano la domanda di legna da ardere da parte dei locali, costituiscono una potenziale minaccia per questi habitat.